# 가미가모촌
가미가모촌(일본어: 上賀茂村)은 일본 교토부 오타기군에 설치되었던 촌이다.